# 博尼托
博尼托（義大利語：Bonito），是意大利阿韦利诺省的一个市镇。总面积18.62平方公里，人口2562人，人口密度137.6人/平方公里（2009年）。ISTAT代码为064012。

## 友好城市
- 法國 讷耶-蓬皮埃尔